# Liouville Point
Der Liouville Point (französisch Pointe Liouville) ist eine Landspitze, die das nordöstliche Ende der Petermann-Insel im Wilhelm-Archipel vor der Westküste der Antarktischen Halbinsel bildet.
Teilnehmer der Vierten Französischen Antarktisexpedition (1903–1905) entdeckten die Landspitze. Der Expeditionsleiter und Polarforscher Jean-Baptiste Charcot benannte sie nach Jacques Liouville (1879–1960), Arzt und Zoologe bei dieser Forschungsreise. Das UK Antarctic Place-Names Committee übertrug diese Benennung 1959 ins Englische.